# Marc Dessauvage
Marc Dessauvage (Moorslede, 13 maart 1931 – Brugge, 29 december 1984) was een Vlaams architect. Gedurende de korte architectencarrière van 20 jaar schiep hij een opmerkelijk oeuvre van vooral religieuze architectuur waarmee hij een belangrijke bijdrage leverde aan de moderne architectuur in Vlaanderen. Dessauvage geldt als een van de toonaangevende architecten van het brutalisme. In 1972 ontwierp Dessauvage een opmerkelijke atelierwoning voor zichzelf in het landelijke Loppem.

## Biografie

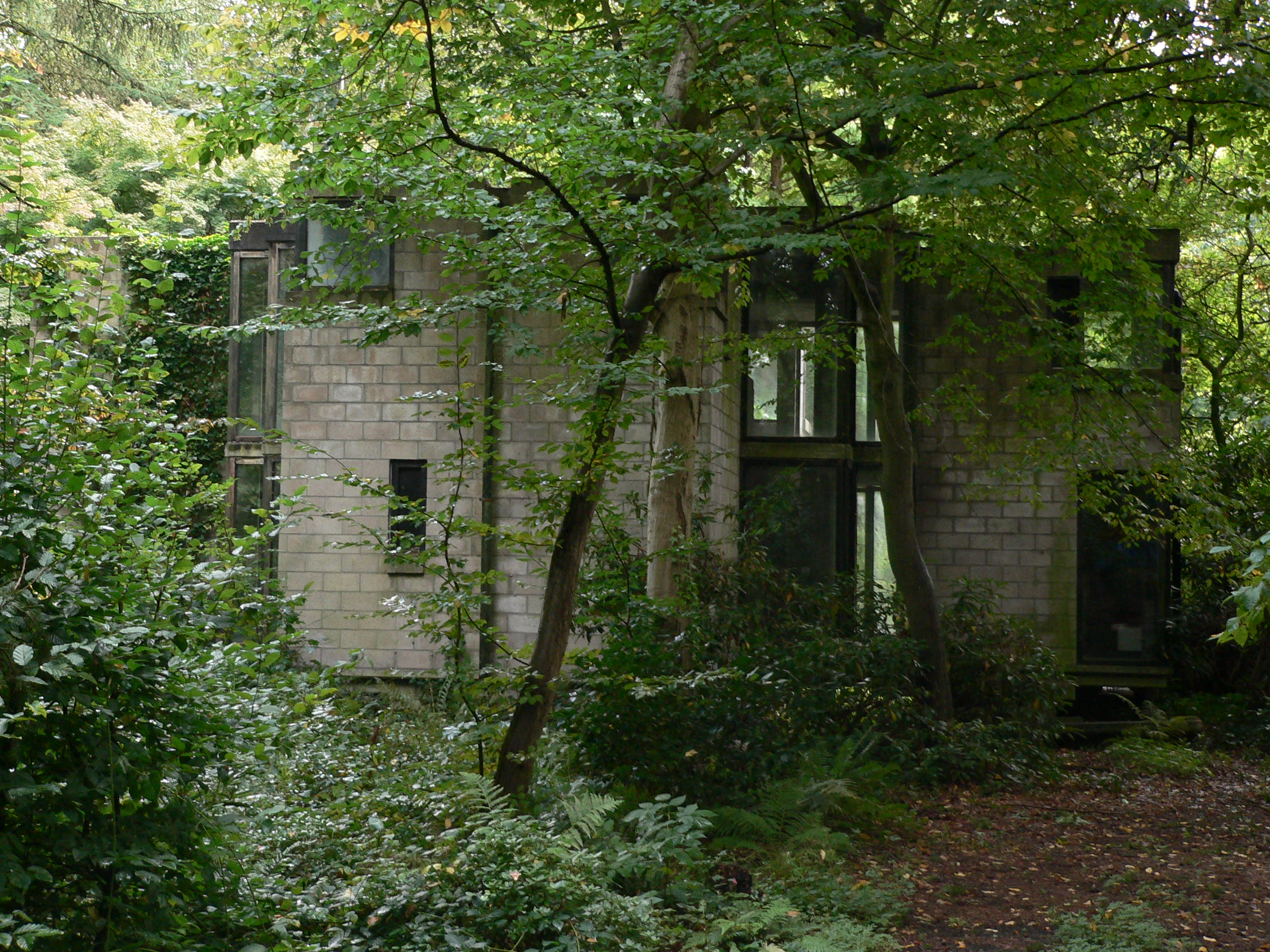
Atelierwoning Marc Dessauvage

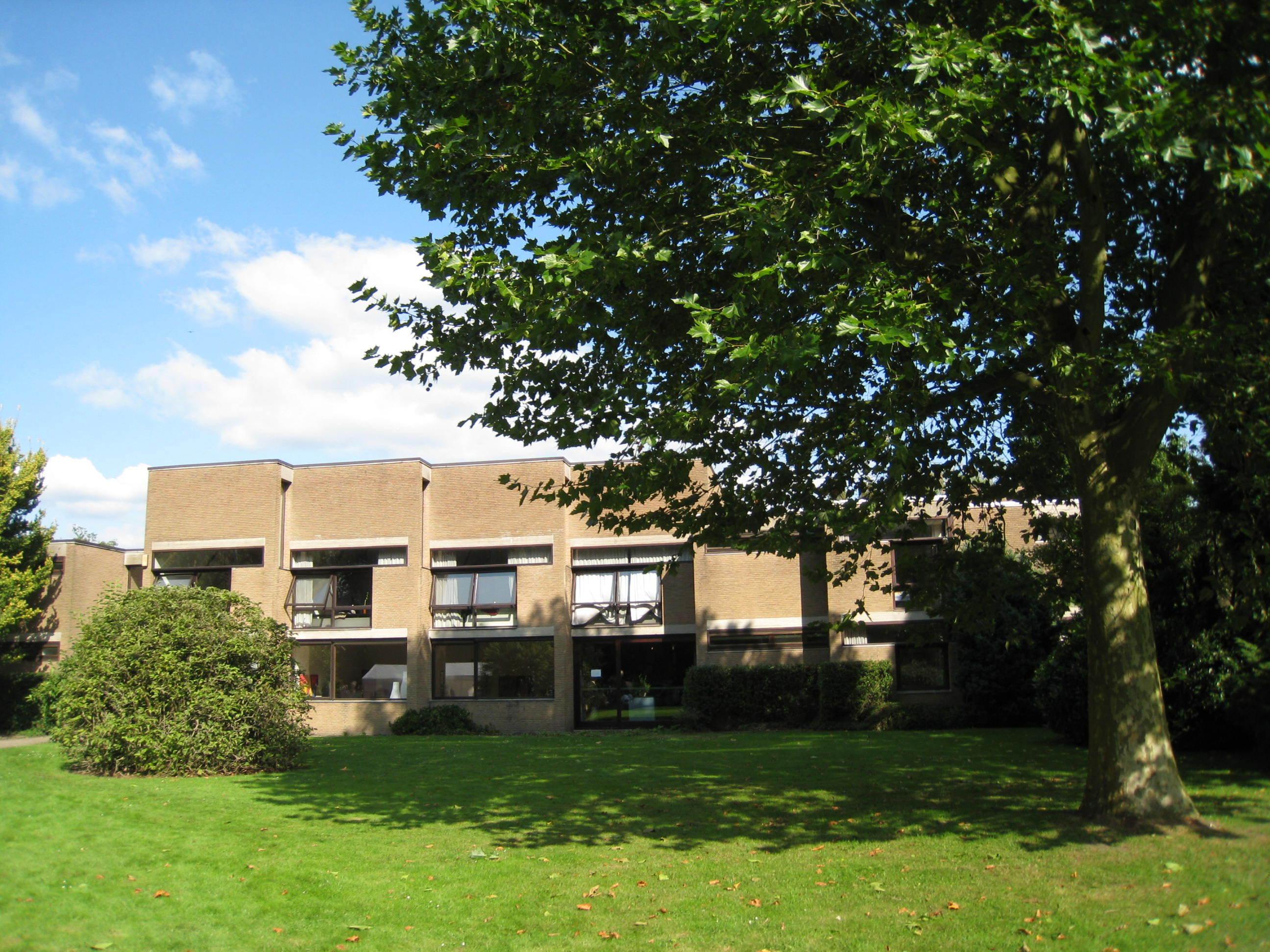
Bezinningscentrum Godsheide, Hasselt, 1968

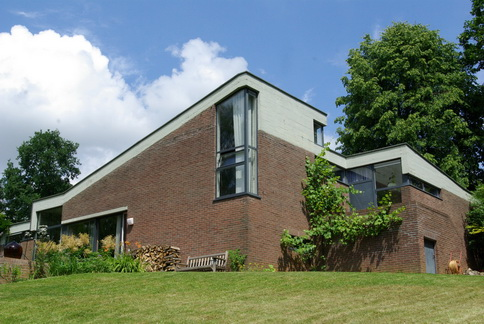
Privéwoning Verbeeck in Pellenberg - 1966

Dessauvage studeerde aan Sint-Lucas in Gent (1952-1957) en liep stage bij H. Van Kuyck te Antwerpen van 1958 tot 1960. Daarna studeerde hij stedenbouw aan het Antwerpse architectuurinstituut (NHIBS, 1955-1961). In 1958 werd hij laureaat van de wedstrijd Pro Arte Christiana (Vaalbeek), voor het ontwerp van een kerk in Mortsel. In het winnende ontwerp zien we een synthese van de ontwerpprincipes van Ludwig Mies van der Rohe en Le Corbusier. Hij nam hiermee niet alleen afstand van de Sint-Lucastraditie maar leverde tevens een manifest van een nieuwe kerkelijke architectuur. Immers Sint-Lucas Gent stond bekend om haar traditionalistische architectuurvisie en dat in een tijd waarin het modernisme hoogtij vierde in de Expo 58-tijd.
In de jaren 1960 ontwierp en bouwde hij een reeks parochiekerken die een architecturale vertaling zijn van de postconciliaire 'theologie van de gemeenschap': de kerk als 'huis voor de gemeenschap', als 'huiskerk' of 'domus ecclesiae', zoals beschreven in eigentijdse teksten van Geert Bekaert, dom Frédéric de Buyst en in het tijdschrift Art d'Église. Dessauvage omschreef ze als 'woonkerken'. Een goed voorbeeld hiervan is de kleine Sint-Aldegondiskerk in Ezemaal (1962-1965). Er werd veel aandacht besteed aan de manier waarop de gelovigen zich rond het altaar kunnen scharen, naar het voorbeeld van het 'open ring'-schema van Duitse kerkenbouwer Rudolf Schwarz. De constructieve opbouw van wanden, vloeren en daken is duidelijk leesbaar. Dessauvage maakt bovendien gebruik van 'natuurlijke' materialen zoals baksteen, zichtbeton en houten schrijnwerk. In de tweede helft van de jaren 1960 ontwierp Dessauvage meerdere kerken met een grote diversiteit van functies, die het strikt kerkelijk overschrijden. Deze polyvalente 'wijkcentra' zijn tegelijkertijd stedenbouwkundige ontwerpen, zoals het wedstrijdontwerp voor 'kerkruimte(n) met annexen' in Utrecht-Overvecht (1968) en het gemeenschapscentrum Don Bosco in Kessel-Lo (1965-1970). In dezelfde geest ontwierp hij in 1969 voor de Katholieke Universiteit Leuven een campus voor de Faculteit Letteren en Wijsbegeerte, als een nieuwe stedenbouwkundige invulling van een historisch bouwblok. Het plan werd slechts gedeeltelijk uitgevoerd (Erasmusgebouw, 1971-1972). In dezelfde periode bouwde hij ook het klooster Magnificat in Westmalle (1966-1970) en het bezinningscentrum Godsheide in Godsheide-Hasselt (1969), als vormen van 'collectief' wonen voor bezinning in een natuurlijke omgeving. De architect sticht in 1969 het Team for Environmental Design.
Hij bouwde ook privé-woningen, met op kleinere schaal dezelfde architectonische kenmerken die ook zijn huiskerken karakteriseren.

## Synthese
Dessauvages oeuvre heeft als kenmerk:
- Landschap
  - De architectuur moet een aanvulling zijn op het bestaande landschap
- Vanzelfsprekendheid
  - De architect moet streven naar de meest logische en eenvoudigste oplossing
- Het elementaire
  - Ondanks een arsenaal van schier onbeperkte technische mogelijkheden moet alles zo sober mogelijk gehouden worden
- Vorm
  - Vanuit het volume wordt het grondplan ontwikkeld en niet andersom
- Materialiteit
  - De ruwbouw is tegelijk afbouw

## Belangrijkste realisaties
- 1962-1965 Sint-Aldegondiskerk, Ezemaal
- 1962-1964 Sint-Jozef Ambachtsmankapel, Willebroek
- 1963 Villa Coenen, kangoeroewoning met vlinderdak, Brasschaat
- 1965 Heilig Kruiskerk, Willebroek
- 1964-1965 kapel Sint-Lievenscollege, Gent
- 1964-1967 Sint-Pauluskerk, Westmalle
- 1965-1970 Gemeenschapscentrum Don Bosco, Kessel-Lo
- 1966 Onze-Lieve-Vrouw-van-Altijddurende-Bijstandkerk in Watermaal-Bosvoorde
- 1966 Parochiekerk Sint-Jozef-Arbeider in Vosselaar
- 1966-1970 klooster Magnificat, Westmalle
- 1968 kerkruimte(n) met annexen, Utrecht Overvecht
- 1969 bezinningscentrum Godsheide, Godsheide-Hasselt (sinds 2008 in gebruik door het observatie- en behandelingscentrum Bethanië)
- 1971-1972 Erasmusgebouw, Katholieke Universiteit Leuven, Leuven
- 1978-1980 Atelierwoning Marc Dessauvage, Zedelgem

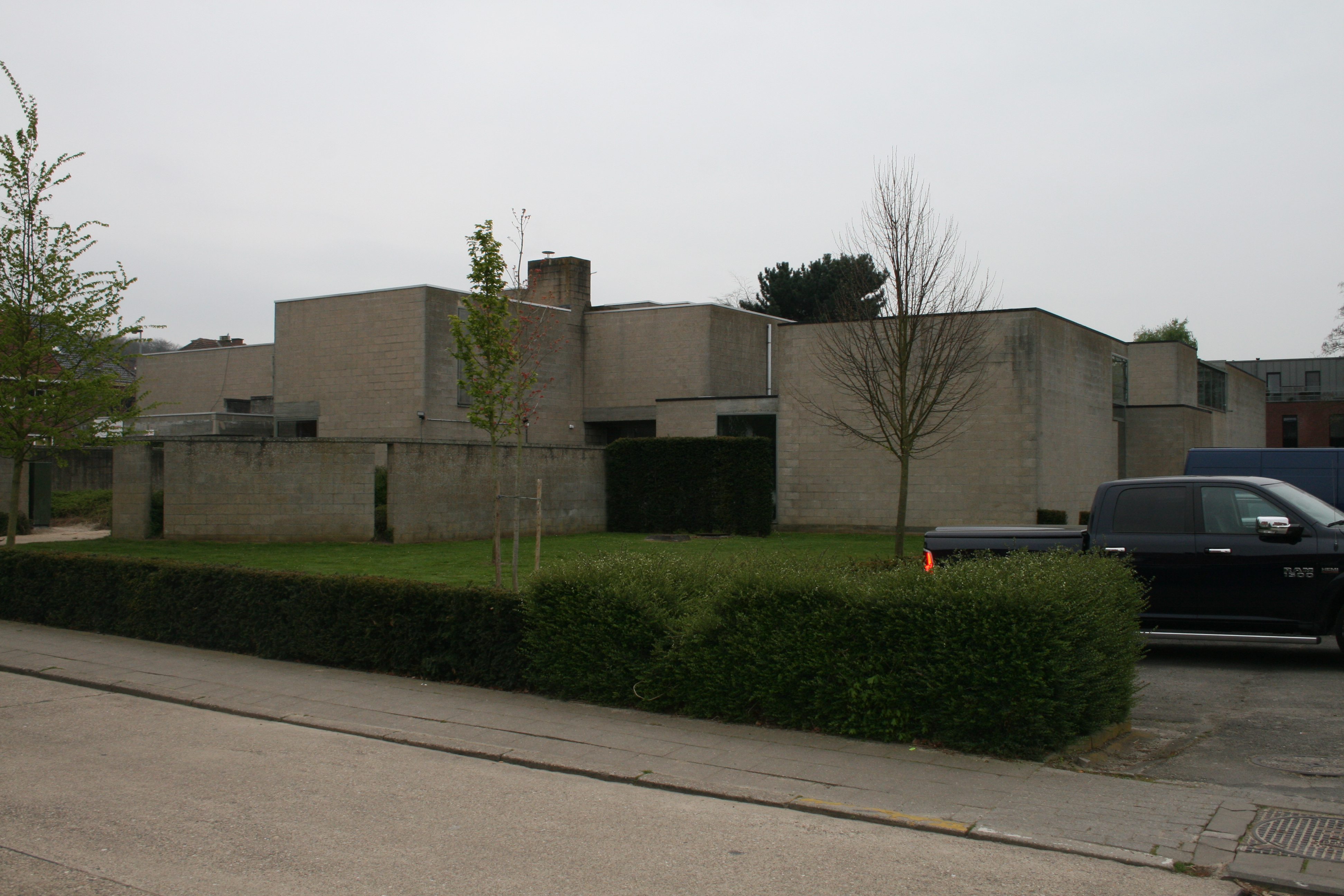
Gemeenschapscentrum Don Bosco te Kessel-Lo

## Archief
Het persoonlijk archief van de architect is ondergebracht bij KADOC te Leuven.
- Sven STERKEN, Aan de slag met het archief van Marc Dessauvage, in: Koorts, erfgoedmagazine van KADOC, 2022.